# ユバナ
『ユバナ』は、日本の音楽ユニット・ナナムジカが2006年4月26日にワーナーミュージック・ジャパンから発売した1枚目のオリジナルアルバム。

## 内容
メジャーデビューから1年を経て発売された、初のオリジナルアルバム。
翌2007年で活動休止に入ったため、唯一のアルバム作品となった。

## 収録曲
1. プロローグ [1:23]
作曲・編曲：ナナムジカ
2. くるりくるり [3:51]
作詞：西島梢
作曲：松藤由里
編曲：243
2ndシングルの表題曲。
3. 鳥の歌 [4:32]
作詞：西島梢
作曲：松藤由里
編曲：京田誠一
4. 君は宇宙 僕に月 [4:05]
作詞：西島梢
作曲：松藤由里
編曲：遠山大介、松藤由里
5. 風よどこへ吹く [4:05]
作詞・作曲・編曲：243
6. UTAKATA [4:04]
作詞：西島梢、243
作曲：松藤由里
編曲：243
7. ひまわり [4:33]
作詞：稲葉エミ
作曲・編曲：243
8. interlude [0:33]
作曲・編曲：ナナムジカ
9. BLUE FOREST [4:28]
作詞：岩里祐穂
作曲・編曲：243
10. 魚 [2:48]
作詞：西島梢
作曲・編曲：松藤由里
11. Ta-lila〜僕を見つけて〜 [4:02]
作詞：西島梢
作曲：松藤由里
編曲：243
1stシングルの表題曲。
12. 七つの海 [4:38]
作詞・作曲：243
編曲：林真史
13. イキル [3:44]
作詞：西島梢
作曲：松藤由里
編曲：松藤由里、243
14. アメノチハレ [8:06]
作詞・作曲・編曲：243

## 参加ミュージシャン
ナナムジカ
- 西島梢：Voice (#1)、Vocal (#2〜14)
- 松藤由里：Piano (#1,3,5,10〜13)、Synth Operation (#8)

サポートミュージシャン
- 243：Synth Operation (#5,6,7,9,11,13,14)、Chorus (#9,13,14)、Electric Guitar (#13)、Tambourine (#5)、
- 京田誠一：Synth Operation (#3)
- 林真史：Synth Operation (#12)
- 山木秀夫：Drum (#2,6,7)
- 鎌田清：Drum (#3,5)
- 美久月千晴：Bass (#2,6,7,11)
- 深井康介：Bass (#9)
- 内田敏夫：Acoustic Guitar & Electric Guitar (#5,6,7,9,14)、Guitar (#11)
- 土方隆行：Acoustic Guitar (#3,5)、Electric Guitar & Mandolin (#3)
- 遠山大介：Electric Guitar (#4)、Synth Operation (#4,8)
- 末原康志：Acoustic Guitar & Electric Guitar (#2)
- 加藤薫：Acoustic Guitar & Electric Guitar (#12)
- 永田一郎：Piano (#2)
- 中西康晴：Piano (#6,7)
- 金原グループ：Strings (#3,6,7)
- 小池グループ：Strings (#2)
- 吉田翔平：Violin (#1,4,10,13,14)
- 小池弘之：Solo Violin (#2)、Violin (#11)
- 寺田達郎：Cello (#10,13,14)
- 鈴木直樹：Manipulator (#2)
- 上野義雄：Cajon (#2)
- 賈鵬芳：二胡 (#5)
- 子供達 Tea spoon kids：Chorus (#13)
- Oyazi - Tachi
  - F & PUG & Yon：Chorus (#13)

## タイアップ
- Green Film ProjectドラマCM『八月の虹』主題歌 (#1,12)
- フジテレビ系列木曜劇場『小早川伸木の恋』主題歌 (#2)
- ギャガ配給系映画『ナイロビの蜂』日本版イメージソング (#7)
- TBS系列音楽番組『CDTV』2005年4月度エンディングテーマ (#11)
- TBS系列ドラマ30『新キッズ・ウォー』スポットCM応援歌 (#11)
- テレビ朝日系列ドラマ『彼女との正しい遊び方』主題歌 (#14)